# Dichromodes strophiodes
Dichromodes strophiodes är en fjärilsart som beskrevs av Oswald Beltram Lower 1893. Dichromodes strophiodes ingår i släktet Dichromodes och familjen mätare. Inga underarter finns listade i Catalogue of Life.